# Heckler & Koch VP70
La H&K VP70 es una pistola de doble acción, capaz de disparar en modo semiautomático y en ráfaga corta (tres disparos), con un cargador de 18 cartuchos 9 x 19 Parabellum y fabricada por la empresa armera alemana Heckler & Koch GmbH. VP es el acrónimo de Volkspistole (literalmente Pistola del Pueblo), con el número 70 indicando su primer año de producción: 1970.

## Diseño
Fue la primera pistola en tener un armazón de polímero y precede a la Glock 17 por 12 años. El arma pesaba 820 g descargada, siendo más ligera que la mayoría de las pistolas de la época. A pesar de ser la primera pistola con armazón hecho en polímero, el fusil Remington Nylon 66 introducido en 1959, fue la primera arma de fuego en emplear el polímero.
Una característica singular de esta arma es la combinación de una funda-culatín para la versión VP70M. La funda-culatín incorpora una palanca selectora de disparo; cuando está montada permite seleccionar el modo de disparo. La cadencia de disparo cíclica en ráfaga corta (de tres disparos) es de 2.200 disparos/minuto. Cuando no está montada, se puede usar como una funda. La VP70 utiliza un percutor lanzado, al igual que una Glock. Es de doble acción, por lo que la presión sobre el gatillo es relativamente fuerte. En lugar de un punto de mira tipo cuchillo, la VP70 emplea una rampa pulida con una entalle central al medio para producir la ilusión de un punto de mira oscuro. Al contrario de la errónea creencia, la VP70 si tiene un seguro manual. Es el botón circular situado en el armazón, justo detrás del gatillo, siendo un usual seguro transversal.  

## Variantes

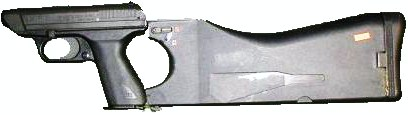
Una VP70M con su funda-culatín instalada.

Esta pistola tiene dos variantes. La VP70M (Militär, militar en alemán) es una pistola ametralladora con selector de disparo (modo semiautomático y ráfaga corta). La VP70Z (Zivil, civil en alemán) es una pistola semiautomática y a pesar de que no tiene entalles para instalarle la funda-culatín, ésta se le puede instalar después de hacer modificaciones mínimas en la empuñadura. Se fabricaron 400 pistolas VP70Z calibradas para el cartucho 9 x 21 IMI; estas fueron fabricadas principalmente para el mercado civil de Italia, donde el cartucho 9 x 19 Parabellum solamente es empleado por las Fuerzas Armadas y agencias policiales. A todas las VP70Z vendidas en Italia se les puede instalar la funda-culatín, aunque no podrán disparar en ráfaga corta.

## Usuarios
- Marruecos[4]
- Paraguay: emplea la variante VP70Z.[4]
- Portugal: empleada la variante VP70M.[4]